# Cuando vuelva del cielo
«Cuando vuelva del cielo» es una canción compuesta por el músico argentino Luis Alberto Spinetta que se encuentra en el sexto track de su quinto álbum solista, Mondo di cromo de 1983. El tema está interpretado por Spinetta en guitarra y voces, David Lebón en batería y percusión y Machi Rufino en bajo.
En el LP original, el tema cierra el lado A. Debido a la significación del título, fue muy reproducido por la prensa y sus seguidores en oportunidad de la muerte de Spinetta.

## El tema
«Cuando vuelva del cielo» es uno de los temas destacados del álbum Mondo di cromo.
Es una canción de amor. Narrada en segunda persona, Spinetta le habla a su "amor": Patricia, su esposa. El tema se inspira y juega con el hecho de que el histórico estudio donde se grabó el álbum se llamaba Estudios del Cielito, un lugar que para el Flaco era paradisíaco, alejado de la ciudad, del smog, de los "atolladeros" de tránsito, lleno de pájaros...
En la canción, Spinetta le dice a la persona amada lo que va a hacer "cuando vuelva del cielo". La va a llamar porque se atraen mutuamente ("te voy a estar llamando como llama la luna a las mareas"). Le va a dar su nombre, le va a dar sus manos. Habla de una relación casi simbiótica ("yo solo respiro mirillas entre los rayos de tu alma"). Termina con una bella y paradójica figura: 

"Cuando vuelva del cielo
te voy a empezar a extrañar...

Musicalmente, la canción transmite una gran serenidad, y se sostiene sobre el diálogo contrapunteado de la voz de Spinetta y los fraseos de la guitarra eléctrica, interpretada por él mismo.
Los intérpretes son Spinetta en guitarra y voz, David Lebón en batería y percusión, y Machi Rufino en bajo. 